# 張騫

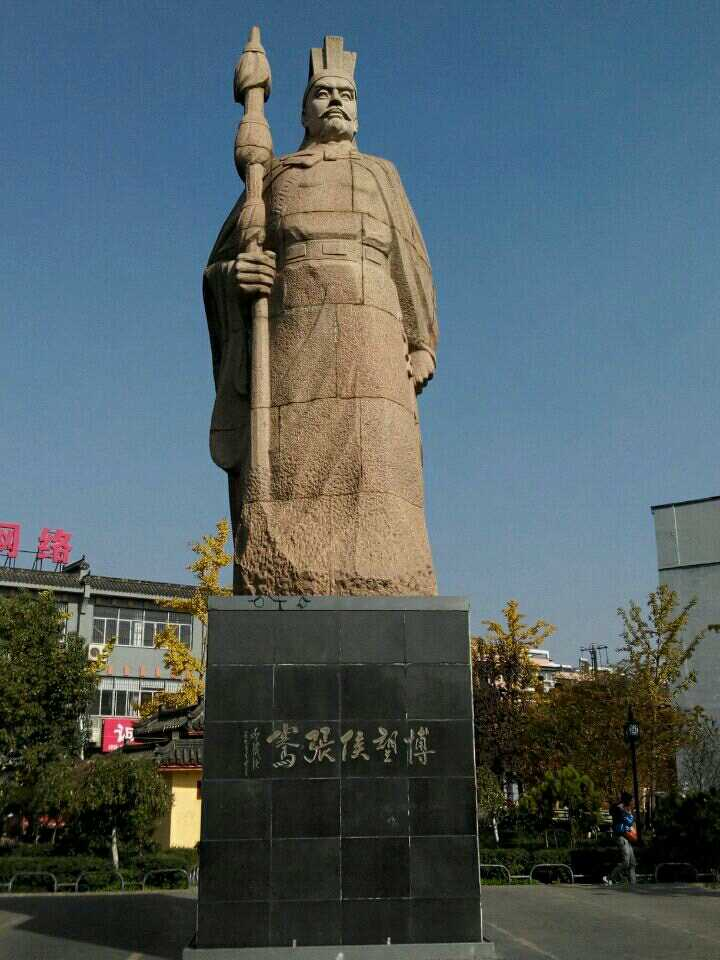
張騫雕像，位于今中國陕西省城固縣

張騫（前175年2月25日—前114年4月25日），字子文，漢中郡成固（今陝西省城固縣）人，西漢旅行家、外交家、探險家。奉汉武帝之命，从长安出發出使西域，两次被匈奴軍隊俘虜囚禁，歷時13年終於逃回長安復命，从而成功开拓了絲绸之路。因此伟大功绩，汉武帝封张骞为博望侯（取“广博瞻望”之意），故又稱張博望，封地博望（今中國河南省方城县博望镇）。

## 生平

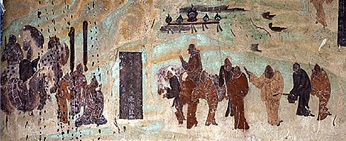
在敦煌莫高窟第323窟北壁上的張騫出使西域圖，唐代初期（618年到714年）繪製

初为汉武帝郎官，建元二年（前139年），張騫由匈奴人甘父作嚮導，率領一百多人，浩浩蕩蕩從隴西（今甘肃）往妫水（今乌兹别克斯坦阿姆河一带）流域出发，出使大月氏，相约共夹攻匈奴。中途在祁連山遭匈奴俘虏，当时匈奴的首领单于没有杀掉他们，而是把张骞囚禁起来，历时十年，其间还让他娶了匈奴女人为妻，甚至生了一個兒子。但张骞并没有忘记自己的使节身份，始终保留着使节的象征——“汉节”，等待完成汉武帝交付他们的使命。
元光六年（前129年），张骞和随从逃出了匈奴的控制，取道车师国（今新疆吐鲁番盆地），接着沿塔里木河西行，经焉耆国、龟兹国（今新疆库车东）、疏勒国（今新疆喀什）等地，翻越葱岭，到达大宛（Ferghana，今费尔干纳盆地），这里，离他们出发地有6000公里之遥。在这里，他们看到了汗血马，大宛国王欢迎漢朝的使节，并派人做向导，帮助张骞等人到达了月氏人所在地——妫水流域（乌浒水，Oxus）的康居（今巴尔喀什湖和咸海之间），这里土地肥沃，民众生活安乐，覺得生活安穩，所以月氏人并不愿意联合汉朝一起對抗宿敵匈奴。张骞在附近的大夏国看到了“邛竹杖”、“蜀布”（都是中国四川的特产），当地人称这些来自“身毒”（印度）。
元朔元年（前128年），张骞启程回国，此时他已经搜集了丝绸之路腹地的大量资料，包括大宛、大夏（巴克特里亚）、康居（索格狄亚纳）等。为避免再次被匈奴俘虏，张骞绕远路从葱岭、沿昆仑山北麓而行，经莎车、于阗（今新疆和田）、楼兰（今新疆若羌），但不幸又被匈奴擒获，又被匈奴扣留一年。
元朔三年（前126年），匈奴軍臣单于死去，张骞乘机带着堂邑父以及匈奴妻子逃脱，终于回到了中原。100多人的使团，13年后仅张骞与堂邑父两人生还，汉武帝封张骞为太中大夫，堂邑父为奉使君。
张骞虽然没有完成联合大月氏共抗匈奴的使命，但对西域各国的物产、人口、风俗民情有所了解，开辟了通往西域的道路。张骞开拓的这一条路线，也就是今丝绸之路的中线，主要在天山南麓。

### 征戰
元朔五年（前124年），漢武帝派張騫自蜀至夜郎（貴州遵義府桐梓縣東），謀通身毒（印度），但為昆明夷所阻，不能通，因昆明夷欲壟斷中印商務。
元朔六年（前123年），張騫隨西漢大將軍衛青攻打匈奴得勝，封為博望侯。
元狩二年（前121年），張騫與李廣一同到右北平攻打匈奴，但因延誤軍期（李廣被圍、張騫的軍隊隔天才到，因趕路勞累而沒有追擊匈奴），原本要被處決，他用博望侯的爵位贖罪，最後被貶為庶人；李廣也因此役功過相抵。

### 第二次出使西域
元狩四年（前119年），汉武帝命张骞为中郎将，再度出使西域，执行联合乌孙以「断匈奴右臂」的外交政策，劝乌孙东返，共抗匈奴。随行人员约三百人，牛羊以万计，丝绸、漆器、玉器和铜器等贵重物品成千上万。张骞平安抵达伊犁盆地的乌孙国，乌孙王昆莫欢迎张骞的来访，并收下了丰厚的礼物，但当时乌孙国已经分裂，而且乌孙人对汉朝还不了解，所以张骞并没有得到满意的答复。此后，张骞派遣副使，对乌孙周边地区大宛、康居、大月氏、安息、身毒、于阗、扞罙（今新疆于田克里雅河东）等进行外交活动。
元鼎二年（前115年），张骞启程回国，并带着数十位来汉朝探路的乌孙国使者，以及数十匹乌孙良马。张骞被封为“大行”，位列九卿。元鼎三年三月十五日（前114年4月25日），张骞去世。日后派往西域的使节都称为博望侯。

## 家庭
- 父亲：张□
- 母亲：□氏
- 妻子：□氏
- 长子：张□，儿媳：□氏
- 次子：张□，儿媳：□氏
- 长孙：張猛[註 1]

## 评价
张骞两次出使的外交成果，与他所带的礼品和原本的期待相比相差甚远（尤其首次出使卻沒法和月氏聯手抗擊匈奴），但在一定程度上满足了汉武帝对「天马」（良馬）的渴望。然而，在西漢當時仍偏于封闭自保的传统社会來說，张骞的出使不僅在民族交流史上开辟了新纪元，並被誉为「凿空」的行动。他两次出使西域、加强了中原和西域各族的联系，密切了汉族与西域中亚各地人民的往来，促进了彼此间的经济文化交流。西域诸国更从此呈现在中原人的视野中，东西方的商人们纷纷沿着张骞探出的道路往来贸易，成就了著名的“丝绸之路”。他成功開拓漢朝通往西域的天山南路與天山北路兩道路，並從西域諸國引進了汗血馬、黃瓜、葡萄、苜蓿、石榴、胡桃、胡麻、蠶豆、胡蒜等等; 尤其在漢武帝來說，他的歸來更提供了匈奴大量戰略、地理情報，極大程度減低了漢朝反擊匈奴的難度，為衛青、霍去病等名將全面反勝匈奴奠下情報基礎，更助中原人自此永久奪得河套地區和河西走廊奠定基礎。
张骞在危难中不失气节，如梁啟超稱讚他「堅忍磊落奇男子，世界史開幕第一人」。

## 紀念

### 軍艦
- 中華民國海軍成功級巡防艦7號艦以張騫之名命名為張騫號巡防艦（PFG-1109）。

## 延伸阅读
[在维基数据编辑]
 《史記/卷111》，出自司馬遷《史記》
 《漢書·卷061》，出自班固《漢書》
 在维基共享资源阅览影像

## 影视形象
| 年份   | 類型   | 作品      | 演員   | 備註                                                                  |
| 1996年 | 电视剧 | 汉武帝    | 王岗   |                                                                       |
| 2004年 | 电视剧 | 大汉天子2 | 张弓   |                                                                       |
| 2005年 | 电视剧 | 汉武大帝  | 任重   |                                                                       |
| 2022年 | 電影   | 大漢張騫  | 張寧江 | 劇情改編自西漢漢武帝建元二年（前139年）張騫出使西域時第一次被俘的故事 |
| 2023年 | 宣傳片 | 絲路奇旅  | 任嘉倫 | 第三屆「一帶一路」國際合作高峰論壇                                    |

## 研究書目
- 桑原騭藏著，楊鍊譯：《張騫西征考》（台北：臺灣商務印書館，1963）。